# Joe Dallesandro
Joseph Angelo Dallesandro (n. Pensacola, Estados Unidos, 31 de diciembre de 1948) es un modelo fotográfico y actor de cine estadounidense.
Dallesandro fue conocido por protagonizar las películas que Andy Warhol y Paul Morrissey rodaban en la Factory. Destacó por su belleza y su voluptuoso físico que mostraba desnudo en sus películas, así como por su sinceridad hacia su bisexualidad. Aunque nunca se convirtió en una estrella de cine comercial, Dallesandro es recordado por haber sido el símbolo sexual masculino más famoso del cine underground de los años 60 y 70 y un icono homoerótico cuyo culto sigue hasta hoy. Según su biógrafo Michael Ferguson, Dallesandro fue «el primer sex symbol masculino abiertamente erotizado que caminaba desnudo a través de la pantalla». En palabras del director de cine John Waters, Joe era «un maravilloso actor que cambió para siempre la sexualidad masculina en la pantalla».

## Biografía
Siendo un adolescente, Joe se ganaba la vida gracias a su físico, bien posando como modelo de desnudos, prostituyéndose, o trabajando como actor porno. En una entrevista posterior, Dallesandro se referiría a esta época de su vida: «En mis días como chapero más que nada estaba intentando cuidar de mí mismo. Encontré a toda aquella gente y ellos me tranquilizaban, me enseñaron una parte diferente de la vida. Mi actitud se basaba en tomar todo aquello como un ensanche de mis experiencias vitales, más tarde comprendí que realmente buscaba una figura paterna y alguien que me quisiera.».
Con 18 años, en 1967, Dallesandro conoció a Andy Warhol y a Paul Morrissey, cuando éstos estaban inmersos en la dirección de The Loves of Ondine, eligiéndole para que participase en la película cuando ya estaba en pleno rodaje.
Joe fue la opción más lógica para interpretar al chapero adolescente de Flesh, que fue la siguiente película del tándem y que contenía gran cantidad de escenas de desnudo. Esta película tuvo un notable éxito internacional y convirtió a Dallesandro en la Warhol Superstar más popular. Rápidamente se proyectó como un actor de culto gracias a su físico, de baja estatura (1,68 m.) pero muy agraciado, que mostraba con gran desinhibición en sus películas.
Entre otros trabajos también protagonizaría Lonesome Cowboys, Trash, Heat, Andy Warhol's Frankenstein y Andy Warhol's Dracula todos ellos dirigidos por Paul Morrissey. Estos dos últimos títulos fueron filmados en Europa y tras rodarlos Joe decidió no volver a los Estados Unidos, participando en películas francesas e italianas que aplazaron el regreso a su país hasta la década de los 80. Durante este periodo alternó su presencia en películas de acción o eróticas de serie B con otras dirigidas con prestigiosos directores como Black Moon (Louis Malle, 1976) y Merry-Go-Round (Jacques Rivette, 1978). También participó en la película Je T'Aime Moi Non Plus dirigida por el cantante Serge Gainsbourg, que coprotagonizó junto a la esposa de éste, Jane Birkin. Tras su retorno a los Estados Unidos participaría en varias películas sin Warhol y Morrissey, como Cotton Club de Francis Ford Coppola, donde interpretaba al mafioso Lucky Luciano o en Cry-Baby de John Waters.
Dallesandro tiene un característico tatuaje en la parte superior de su brazo derecho donde se puede leer Little Joe (pequeño Joe), apelativo con el que su amigo Lou Reed le mencionó en su canción "Walk on the Wild Side" junto a otros habituales de la Factory. La portada del disco Sticky Fingers, de los Rolling Stones, fue una fotografía de Warhol en la que se veía un primer plano de la entrepierna de Joe enfundada en unos ceñidos pantalones vaqueros. En 1984, el grupo británico The Smiths utilizaría una imagen suya de la película Flesh para ilustrar su disco de debut.
Joe se ha casado tres veces y ha tenido dos hijos. Actualmente trabaja y vive en un hotel en el centro de Hollywood, junto a su tercera esposa. En 1994 comentó: «He vivido una vida completa, en la que he hecho grandes cosas. He pasado por algunas dificultades, pero en general, he llevado una gran vida.»

## Filmografía
- The Loves of Odine (1967)
- Lonesome Cowboys (1968)
- San Diego Surf (1968)
- Flesh (1968)
- Trash (1970)
- Heat (1972)
- The Gardener (1973)
- Flesh for Frankenstein (1973)
- Blood for Dracula (1974)
- Donna è bello (1974)
- Il tempo degli assassini (1974)
- L'ambizioso (1975)
- Black Moon (1975)
- Calore in provincia (1975)
- Fango bollente (1975)
- Je T'Aime Moi Non Plus (1975)
- La Marge (1976)
- L'ultima volta (1976)
- Un cuore semplice (1977)
- Merry-Go-Round (1978/1983)
- Suor omicidi (1978)
- Queen Lear (1978)
- 6000 KM Di Paura (1978)
- Vacanze per un massacro (1979)
- Tapage Nocturne (1979)
- Parano (1980)
- Cotton Club (1984)
- Critical Condition (1987)
- Sunset (1988)
- Double Revenge (1989)
- Private War (1990)
- Cry-Baby (1990)
- Almost An Angel (1990)
- Guncrazy (1992)
- Bad Love (1992)
- Wild Orchid 2: Two Shades of Blue (1992)
- Sugar Hill (1994)
- Theodore Rex (1996)
- Pacino Is Missing (1998)
- LA Without a Map (1998)
- El halcón inglés (1999)
- Citizens of Perpetual Indulgence (2000)